# Ájmen Mászlúszí
Ájmen Mászlúszí (arabul: أيمن المثلوثي; Tunisz, 1984. szeptember 14. –) tunéziai válogatott, aki jelenleg a Étoile du Sahel játékosa.

## Sikerei, díjai

### Klub
- Étoile du Sahel
  - Tunéziai bajnokság: 2007, 2016
  - Tunéziai kupa: 2012, 2014, 2015
  - Tunéziai ligakupa: 2005
  - CAF Konföderációs kupa: 2006
  - CAF-bajnokok ligája: 2007

## Külső hivatkozások
- Aymen Mathlouthi National Football Teams
- Aymen Mathlouthi Transfermarkt